# Рис, Кенсли
Альва Кенсли Рис (англ. Alva Kensley Reece, род. 26 июня 1945, Барбадос) — барбадосский велогонщик, выступавший на треке и шоссе. Участник летних Олимпийских игр 1968 и 1972 годов.

## Биография
Кенсли Рис родился 26 июня 1945 года на Барбадосе.
В 1968 году вошёл в состав сборной Барбадоса на летних Олимпийских играх в Мехико. Шоссейную групповую гонку на 196,2 км не смог завершить, как и ещё 79 из 144 участников. На треке в индивидуальном спринте проиграл в первом раунде Джордано Туррини из Италии и Сандзи Иноуэ из Японии, а в заезде надежды уступил Хосе Меркадо из Мексики. В гите на 1000 метров занял 27-е место, показав результат 1 минута 9,90 секунды и уступив 5,99 секунды завоевавшему золото Пьеру Трантену из Франции.
В 1972 году вошёл в состав сборной Барбадоса на летних Олимпийских играх в Мюнхене. Шоссейную групповую гонку на 200 км не смог завершить, как и ещё 85 из 163 участников. На треке в индивидуальном спринте проиграл в первом раунде Ивану Кучиреку из Чехословакии и Уинстону Аттонгу из Тринидада и Тобаго, а в заезде надежды уступил Роджеру Янгу из США.